# Norwood Township (Missouri)
Die Norwood Township ist eine von 28 Townships im St. Louis County im Osten des US-amerikanischen Bundesstaates Missouri und Bestandteil der Metropolregion Greater St. Louis. Das U.S. Census Bureau hat bei der Volkszählung 2020 eine Einwohnerzahl von 29.049 ermittelt.

## Geografie
Die Norwood Township liegt im inneren nordwestlichen Vorortbereich von St. Louis. Der Mississippi, der die Grenze zu Illinois bildet, befindet sich rund zwei Kilometer östlich der Norwood Township.
Die Norwood Township liegt auf 38° 44′ N, 90° 17′ W und erstreckt sich über 20,5 km².
Die Norwood Township liegt im mittleren Nordosten des St. Louis County und grenzt südöstlich an die Stadt St. Louis. Innerhalb des St. Louis County grenzt die Norwood Township im Süden an die Normandy Township, im Westen an die Airport Township, im Norden an die Ferguson Township sowie im Nordosten an die St. Ferdinand Township.

## Verkehr
Durch den Osten der Norwood Township führt die Missouri State Route 367. Bei allen weiteren Straßen innerhalb der Township handelt es sich um innerstädtische Verbindungsstraßen.
Durch die Township verläuft eine Eisenbahnlinie der Norfolk Southern Railway, die von St. Louis nach Westen führt.
Der Lambert-Saint Louis International Airport liegt unmittelbar jenseits der westlichen Grenze der Norwood Township.

## Demografische Daten
Nach der Volkszählung im Jahr 2010 lebten in der Norwood Township 33.914 Menschen in 13.105 Haushalten. Die Bevölkerungsdichte betrug 1654,3 Einwohner pro Quadratkilometer. In den 13.105 Haushalten lebten statistisch je 2,58 Personen.
Ethnisch betrachtet setzte sich die Bevölkerung zusammen aus 11,5 Prozent Weißen, 86,2 Prozent Afroamerikanern, 0,2 Prozent amerikanischen Ureinwohnern, 0,3 Prozent Asiaten sowie 0,3 Prozent aus anderen ethnischen Gruppen; 1,5 Prozent stammten von zwei oder mehr Ethnien ab. Unabhängig von der ethnischen Zugehörigkeit waren 0,8 Prozent der Bevölkerung spanischer oder lateinamerikanischer Abstammung.
30,0 Prozent der Bevölkerung waren unter 18 Jahre alt, 60,3 Prozent waren zwischen 18 und 64 und 9,7 Prozent waren 65 Jahre oder älter. 56,3 Prozent der Bevölkerung war weiblich.
Das mittlere jährliche Einkommen eines Haushalts lag bei 31.258 USD. Das Pro-Kopf-Einkommen betrug 17.189 USD. 21,8 Prozent der Einwohner lebten unterhalb der Armutsgrenze.

## Ortschaften
Die Bevölkerung der Norwood Township lebt in folgenden Ortschaften, die allesamt über den Status „City“ verfügen:
Citys
| - Berkeley1 - Dellwood2 - Ferguson2 | - Jennings3 - Kinloch - Moline Acres |

1 – überwiegend in der Airport Township

2 – überwiegend in der Ferguson Township

3 – überwiegend in der Normandy Township